# Luigi Rossi (Komponist)
Luigi Rossi (Aloysios de Rubeis, auch A. Rubeis) (* um 1598 in Torremaggiore; † 20. Februar 1653 in Rom) war ein italienischer Komponist, Organist und Opernsänger (Tenor) des Frühbarocks.

## Leben

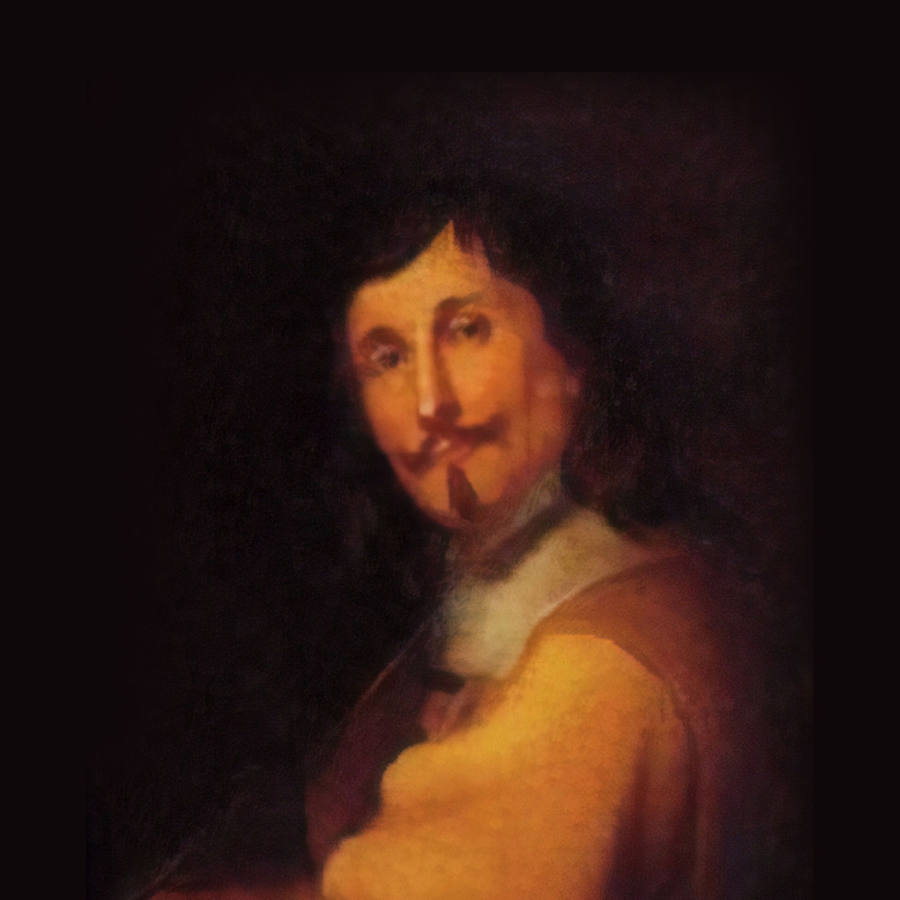
Luigi Rossi (1597–1653)

Der aus Süditalien stammende Luigi Rossi studierte in Neapel. Er stand als Komponist, Sänger und Lautenist bei den Fürsten Medici in Florenz und bei Kardinal Antonio Barberini in Rom in Diensten. 1632 verfasste er die Kantate Lamento della Regina di Svetia auf den Tod des schwedischen Königs Gustav Adolf in Lützen. Durch diese Kantate wurde er zum damals populärsten Komponisten Europas.
Ab 1633/35 war er Organist an der Kirche San Luigi dei Francesi in Rom. 1635/41 am Hofe Ferrara. 1641 trat er in Rom in die Dienste von Papst Urban VIII. Dort wurde 1642 auch seine erste Oper Il palazzo incantato aufgeführt, in den nächsten Jahren folgten weitere Kantaten und Oratorien. Rossi gilt als Meister der Kantate, deren er über 250 verfasste. Rossis Kantaten sind durch einen Belcanto-Stil mit Bevorzugung der Schönheit gegenüber der expressiven Textdarstellung auch im Rezitativ gekennzeichnet. Ariose Kantabilität dominiert als wiegendes Auf und Ab im Dreiertakt.
1646 wurde Rossi an den Pariser Hof berufen. Später wurde hier, mit den Kastraten Atto Melani in der Hauptrolle und Marc’Antonio Pasqualini in der Rolle des Aristeo, seine zweite Oper Orfeo uraufgeführt, die den Ruhm italienischer Opern begründete. Rossis damaliger Dienstgeber Kardinal Mazarin wurde jedoch wegen der äußerst prunkvollen Aufführung stark kritisiert. 
Nach 1649 wirkte Rossi wieder in Italien.